# Sonja Alhäuser

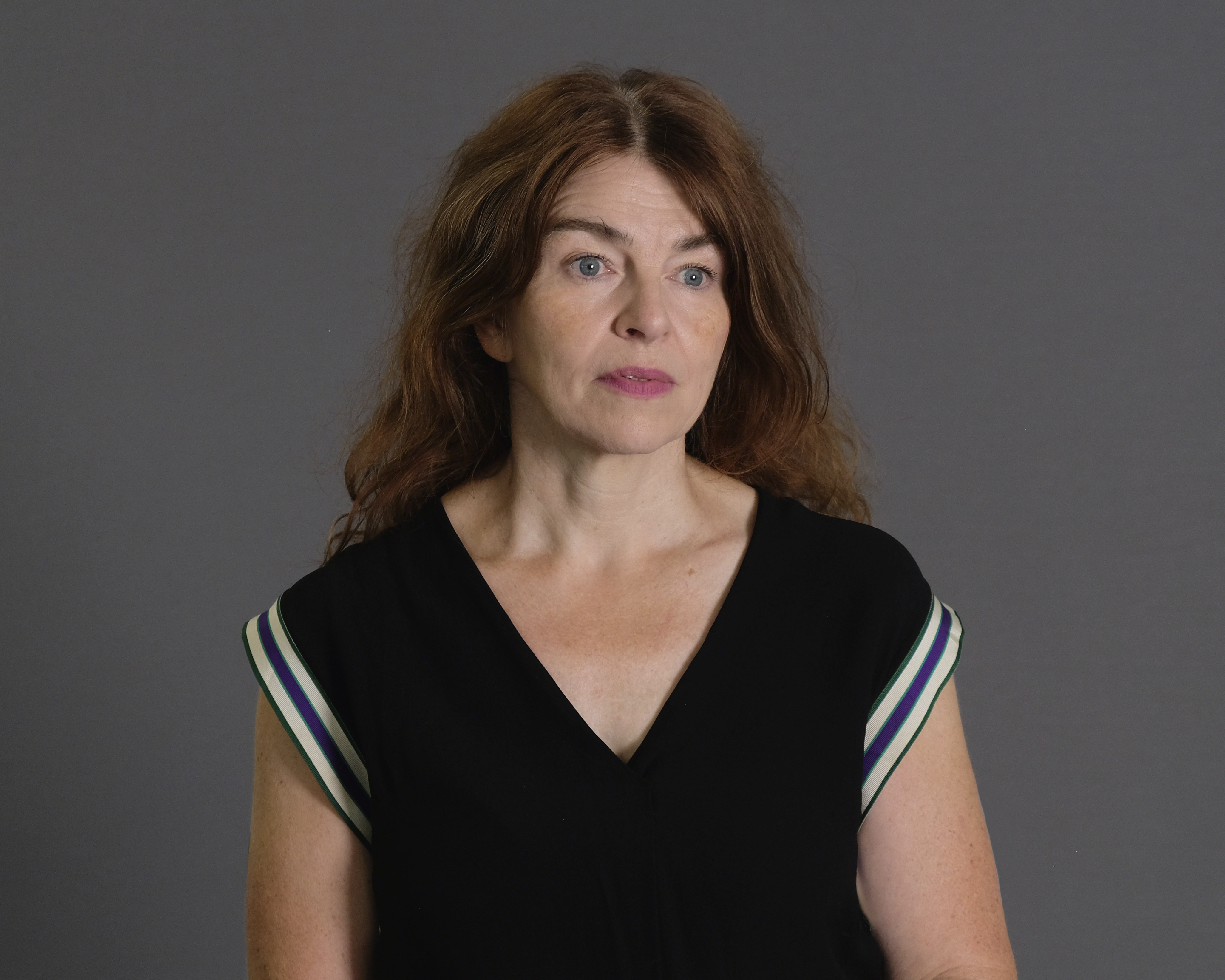
Sonja Alhäuser (2025)

Sonja Alhäuser (* 1969 in Kirchen im Westerwald) ist eine deutsche Künstlerin.

## Leben
Alhäuser studierte an der Staatlichen Kunstakademie in Düsseldorf, wo sie 1995 Meisterschüler von Fritz Schwegler wurde. Von 2002 bis 2005 hatte sie einen Lehrauftrag für Zeichnung an der Universität Duisburg-Essen, von 2007 bis 2009 einen solchen für Malerei an der Hochschule für Bildende Künste Braunschweig und ebendort von 2015 bis 2016 die Verwaltungsprofessur für Zeichnen inne. Sie hat 1997 das Peter-Mertes-Stipendium des Kunstvereins Bonn, 2000 den Förderpreis der Stadt Düsseldorf  und 2007 bis 2009 ein Dorothea-Erxleben-Stipendium des Landes Niedersachsen erhalten. Für 2018/2019 wurde ihr ein Stipendium in der Villa Massimo in Rom zuerkannt. Sie lebt in Berlin.

## Werke
Ihre Arbeiten in verschiedenen Medien sind zu einem großen Teil durch die Faszination des Vergänglichen charakterisiert, sowohl im Material wie im Konzept ihrer Performances und Installationen. Sie veranstaltet Bankette, auf denen praktisch alles essbar ist und gegessen werden soll, und arbeitet als Bildhauerin auch in Butter, Schokolade und ähnlichen Materialien. Der vergängliche Charakter ihrer Installationen weist nicht nur auf die Vergänglichkeit alles Irdischen hin, sondern steht auch in kunst- und kulturgeschichtlicher Beziehung. Joseph Beuys, zum Beispiel, arbeitete mit vergänglichen Materialien (Fett und Honig), und Alhäusers Bankette stehen in der Nachfolge der Cena Trimalchionis des Petronius Arbiter, den königlichen Banketten (und deren bildlicher Darstellung), bei denen es eine Ehre war, dem Adel beim Speisen zusehen zu dürfen, sowie dem Letzten Abendmahl.
Alhäusers Werk umfasst zudem Skulpturen in Neusilber und monumentale Wandzeichnungen. Sie arbeitet aber auch in traditionellen Medien wie Wasserfarben, Acryl und Buntstift. Hierbei schafft sie all-over-hafte Kompositionen mit Tieren, Früchten, Gemüsen, Kleidungsstücken, Körperteilen und mythologischen Figuren. Ihre Kunst gilt als ein wichtiger Beitrag zur Diskussion über die Ethik des Genießens.

## Publikationen (in Auswahl)
- Immerzu. Walther König, Köln 2007 ISBN 3865602568
- Hartgesotten. Kunstverein Ulm, 2010; Städtische Galerie Delmenhorst, 2011 ISBN 3981415000
- fundamentales Vielleicht. Galerie Michael Schultz, Berlin 2010
- Maximelange. Galerie Michael Schultz, Berlin 2013